# 德裔捷克人
捷克共和國的德國人（捷克語：Německá menšina v Česku，德語：Deutsche in Tschechien）數量較多。2004年捷克共和國在加入歐盟並被納入申根區後，兩國之間的移民變得相對不受限制。兩國共有815公里的陸地邊界，這為兩國的交流提供了便利。